# Kyo Itachi
Kyo Itachi, né le 15 juillet 1980 à Paris, est un beatmaker et producteur de musique français. Ses influences musicales proviennent d'un large éventail de genres: Soul, Jazz, Rock, bandes sonores, Hip-Hop. Parmi ses producteurs Hip-Hop préférés, on retrouve Alchemist, Madlib, RZA, Pete Rock, Hi-Tek, Nottz, Dj Scratch, J.Dilla, Evidence ....

## Jeunesse et famille
De parents martiniquais, Kyo Itachi est tombé amoureux de la culture Hip-Hop pendant son adolescence. Il est originaire du Blanc-Mesnil, ville sensible tristement célèbre pour ses conditions de vie difficiles. 
Kyo Itachi commence à faire des beats en 2000.

## Influence d'Extrême-Orient
Outre le rap, la culture d'Extrême-Orient a joué un rôle clé dans son développement et son évolution artistiques, principalement à travers les mangas et la japanimation (Naruto, Bleach), les films de kung-fu et les jeux vidéo. De plus, son nom Kyo Itachi est un hommage au personnage de The King of Fighters Kyo Kusanagi et d'Itachi Uchiwa de Naruto.

## Style & Univers
Le style de production et l'identité de Kyo Itachi sont représentés par la rencontre des cultures Hip-Hop et Extrême-Orient asiatique. Un son signature Boom Bap unique qui lui a fait travailler avec des rappeurs US Legends comme Sean Price, Ruste Juxx, Roc Marciano, Conway, Keith Murray, Planet Asia, Bishop Lamont, Big Twins, Chino Xl. Ses collaborations avec des rappeurs français sont également nombreuses : Alpha Wann, Nekfeu, Lucio Bukowski,,, Maj Trafyk, Les X (X-Men), Rocca, Rocé.

## Discographie

### Albums studio
- 2007 : Mauvais Vagabonds - Patchworks ( sous le nom Kostaire et Sayanjiin )
- 2010 : Bankai Beat Tape
- 2010 : Musikyo
- 2010 : Love Mugen
- 2011 : Kyo Itachi & Irealz - The Code of Omerta
- 2011 : Mugen Swords
- 2011 : Kyo Itachi / LMNO - Born Again
- 2012 : Kyo Itachi & Ruste Juxx - Hardbodie Hip Hop
- 2012 : Kyo Itachi, LMNO - Born Again - Instrumentals
- 2012 : Reiatsu - Instrumental
- 2013 : John Robinson And Kyo Itachi - The Path Of Mastery
- 2013 : Dirt Platoon & Kyo Itachi : War Face[11]
- 2015 : Lucio Bukowski & Kyo Itachi - Kiai Sous La Pluie Noire
- 2015 : Kyo Itachi & Mani Deïz - Under The Bridge
- 2016 : Kyo Itachi & Hugo Delire - Grand Delirium
- 2016 : Ruste Juxx, Kyo Itachi - Meteorite
- 2017 : Makkakosapo
- 2017 : Genkidama
- 2017 : Kyo Itachi & Tha Soloist-Boom bap Bigelow
- 2018 : Zatoichi
- 2018 : Rest In Power
- 2018 : Night Life [12],[13]
- 2018 : Kyo Itachi & Realio Sparkzwell - Akira
- 2019 : Kyo Itachi X Skanks - Unapologetic
- 2019 : Love Mugen 2: Dream And Existence
- 2019 : Kyo Itachi & Milez Grimez - Carnage
- 2019 : Kyo Itachi & Haile Ali - Black Ninjutsu
- 2019 : 12Bits
- 2019 : Kyostrumental
- 2020 : Love Mugen 3
- 2020 : Break In Pad
- 2020 : BUudA
- 2021 : Afro Origine
- 2021 : Wasabi
- 2021 : Maj Trafyk, Kyo Itachi - Advienne que pera
- 2021 : Fizzi Pizzi, Kyo Itachi - Canon fumant
- 2022 :24 Beats / 24Hours
- 2022 : KyoOzaru
- 2022 : Art of Monk
- 2022 : Neg Lyrical x Kyo Itachi - Convergence des luttes
- 2022 : Solide
- 2024 : Dany Dan & Kyo Itachi - Pièces Montées
- 2024 : Loop In My Hand

### Singles et EPs
- 2005 : Kostaire - Horizon (alias kostaire)[14]
- 2009 : LMNO & LD / Finale – One Two / The Return
- 2012 : Alpha Wann & Kyo Itachi - Mon Job
- 2018 : Kyo Itachi & Conway The Machine - Shootouts On Bailey Ave
- 2022 : 99 en Peuf feat Alpha Wann
- 2024 : Dany Dan et Kyo Itachi feat Freeze Corleone - Crypto Cash
- 2024 : Kyo Itachi et Doe Smith - Huey
- 2024 : Kyo Itachi et Doe Smith - Octobre Rouge
- 2024 : Kyo Itachi et Selug - Tatakae
- 2024 : Kyo Itachi  et Acifiq - Hivers Froid
- 2025 : Kyo Itachi et Pyrrhvsmani - JADCM

### Compilations et Collaborations
Albums produit :
- 2007 : Mauvais Vagabonds-Patchworks (alias Kostaire)
- 2009 : Shydak et Blunt Coleman - Les Trois Temps (alias Blunt Coleman)
- 2013 : Bankai Fam - On My Side (Jupiter A.K.A)
- 2014 : Skanks - The Flowfessional
- 2015 : Gstats - Skyke Wards
- 2015 : F.O.D - Hustle Grind Hard
- 2016 : Blaq Poet - The Most Dangerous (Ninjustice)
- 2017 : Jupiter A.K.A & Nolan The Ninja - The Great Red Spot
- 2017 : Marquee - Femme Fatale (Ninjustice) et Lord Finesse
- 2019 : Top Notch - Guetto Life (Ninjustice)
- 2020 : Kyubee - Red
- 2021 : Nooka - Makiwara
- 2022 : Bankai Fam - The Stance (Ninjustice)
- 2018 : Red Skin Box
- 2018 : Bootleg Zero
- 2019 : Hollow Mask Box
- 2019 : Shadow Box
- 2019 : Dragon Box Gold
- 2025 : Oxmo Puccino feat Mister You et Draganov - Les Cowboys de Paname ( sur Le projet " Lafiya Sessions "